# Anaël Lardy
Pour les articles homonymes, voir Lardy (homonymie).
Anaël Lardy, née le 24 octobre 1987 à Chambéry, est une joueuse française de basket-ball évoluant au poste de meneuse de jeu.

## Biographie

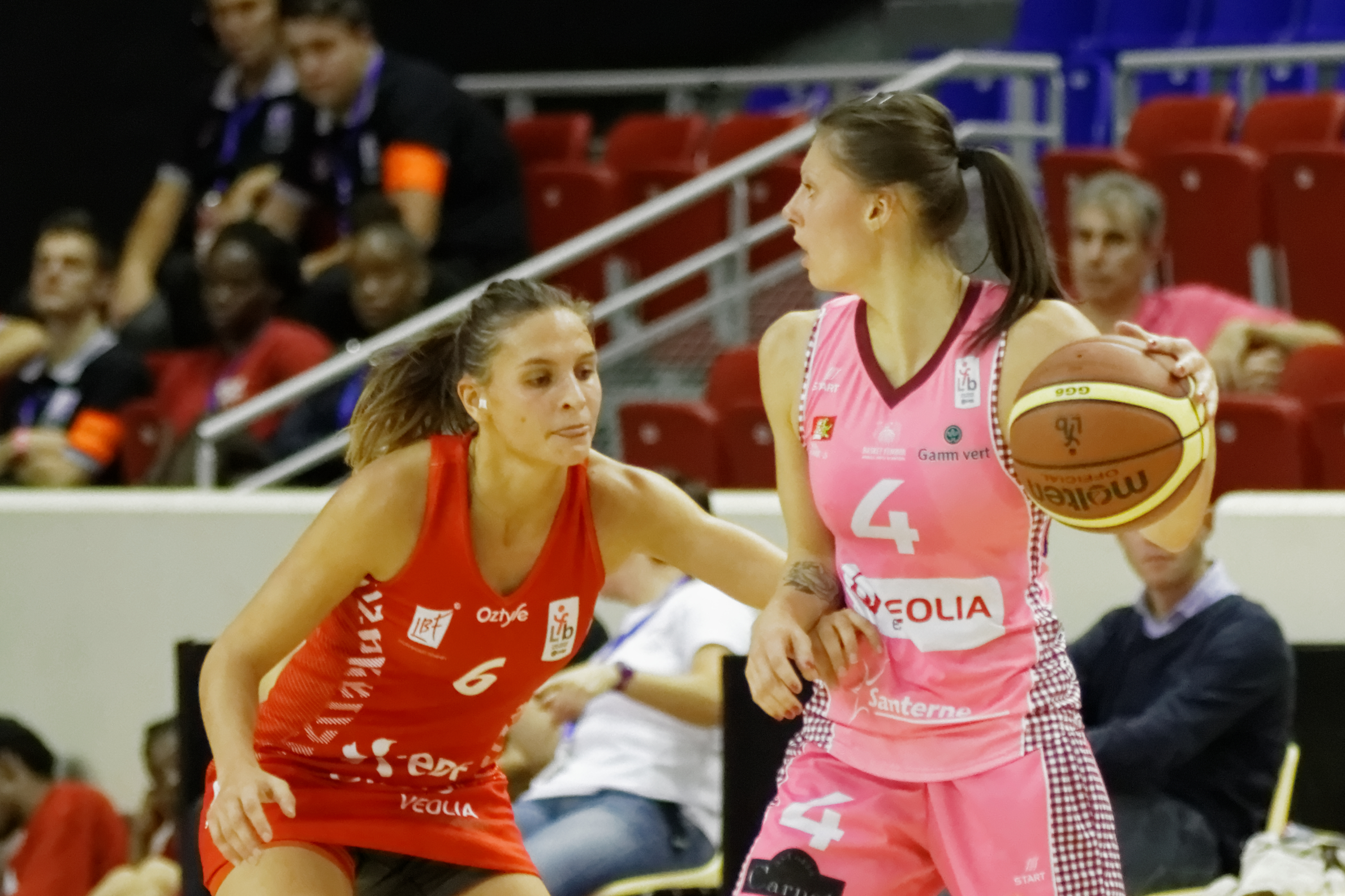
Anaël Lardy (4) face à Alexia Plagnard lors de l'Open LFB 2013.

Après avoir fait ses premières armes avec le club savoyard de Challes-les-Eaux, Anaël Lardy rejoint le centre fédéral, en commençant par l'équipe de Toulouse en NF2. Elle rallie ensuite le Centre fédéral et la NF1. 
C'est en signant au SCAB 63 qu'elle découvre la Ligue féminine de basket et le professionnalisme, en devenant la remplaçante attitrée de Céline Fromholz. À l'aube de la saison 2007-08, après le départ de celle-ci pour Rennes, Anaël partage son poste avec l'internationale brésilienne Cláudia das Neves.
Entre-temps elle a partagé la gloire européenne puis mondiale avec les équipes de France cadette, junior puis espoir.
Lors de la saison 2008-2009, et malgré les déboires financiers du Stade clermontois, Anaël Lardy réalise une bonne saison. Elle double ainsi ses statistiques personnelles pour finir à plus de 10 points marqués par match, son nombre de passe décisive progressant également de 2 à 3,7. À l'issue de la saison 2008-2009, Pierre Vincent recrute Anaël Lardy pour son équipe de Bourges Basket, afin de suppléer le départ de Céline Dumerc pour Ekaterinbourg.
Après deux saisons à Bourges, ce membre de la famille Falcoz, revient pour 2011-2012 dans le club de ses débuts.
À l'été 2012, elle signe à l'étranger pour le club de l'USK Prague qui dispute l'Euroligue. Peu utilisée par son premier coach qui privilégie Jelena Škerović, elle voit son temps de jeu évoluer quand celui-ci est remercié. En 30 rencontres de championnat, elle tourne à 4,4 points, 2,7 passes décisives et 2,2 rebonds de moyenne tandis qu’en Euroligue, elle a émargé à 2,6 points, 1,6 passe décisive et 1,2 rebond en seulement 11 minutes par rencontre. fin avril 2013, elle signe son retour en France à Perpignan. Mais la menace de relégation pour raisons financières l'amène à se dédire et à rejoindre les rangs d'Arras, repêché en LFB. Arras finit 13e et relégable le championnat, ce qui l'amène à rejoindre Montpellier à l'intersaison.
En 2015-2016, Montpellier remporte la Coupe de France et le championnat de France face à Bourges.
Anaël Lardy annonce le 8 mai 2018 qu'elle met un terme à sa carrière en fin de saison 2017-2018.

## Équipe nationale
La progression de Anaël Lardy lui permet de faire partie de l'équipe de France, entraînée par son futur entraîneur à Bourges, qui dispute l'EuroBasket en Lettonie en juin 2009. Elle participe au titre de championne d'Europe. Lors de la compétition, ses statistiques sont de 1,4 point et 0,6 passe en 11,4 minutes. Lors de la finale, remportée 57 à 53 par la France face à la Russie, elle dispute neuf minutes et délivre une passes décisive.
En 2015, elle est membre de l'équipe qui atteint la finale de l'Euro 2015 face à la Serbie (68-76).

## Carrière
- 2000-2001 :  Challes-les-Eaux Basket
- 2001-2003 :  Centre fédéral de Toulouse (NF2)
- 2003-2005 :  Centre fédéral (NF1)
- 2005-2009 :  Stade clermontois Auvergne Basket 63 (LFB)
- 2009-2011 :  CJM Bourges (LFB)[14]
- 2011-2012 :  Challes-les-Eaux Basket
- 2012-2013 :  USK Prague
- 2013-2014 :  Arras Pays d'Artois Basket Féminin
- 2014-2018 :  Basket Lattes Montpellier Agglomération

## Palmarès
Club
- Coupe de France en 2010, 2015 et 2016[15]
- Championne LFB 2015-2016[11]
- LFB 2009-2010
- Championne de France LFB 2010-2011
- Championne de République tchèque 2013[16].

Sélection nationale
- Championne d’Europe 2009 à Rīga (Lettonie)
- Médaille d'argent au championnat d'Europe 2013 en France
- Médaille d'argent au championnat d'Europe 2015[13] en Hongrie et Roumanie

Sélection nationale (jeunes)
- Championne d'Europe Cadettes : 2001
- 5e du championnat d'Europe Cadette : 2002
- 3e du championnat d'Europe Espoir : 2005
- 3e du championnat du monde Espoir : 2007

Distinctions personnelles